# Göteborgs fyrverkerifabrik
Göteborgs fyrverkerifabrik är ett företag i Göteborg som anordnar fyrverkeriuppvisningar, säljer fyrverkeripjäser och tidigare även tillverkat fyrverkerier. Företaget grundades år 1994 av Martin Hildeberg och Anders Hållinder.

## Historia

### Återkommande evenemang
Företaget anordnar årligen Göteborgs-Postens nyårsfyrverkerier. År 1995 anordnades fyrverkerier till världsmästerskapen i friidrott. Under sommar anordnas fyrverkerier för festivaler och idrottstävlingar, inklusive Gothia Cup, Partille Cup och Speedway Grand Prix. I Mexiko har företaget deltagit vid festivalerna GDLUZ och Feria San Marcos(en).

### Jubileum
Företaget designade år 2017 fyrverkerier till den mexikanska staden Guadalajaras 475-årsjubileum, och 2021 till Göteborgs 400-årsjubileum. År 2014 ansvarade företaget för Dagens Nyheters 150-årsjubileum. År 2019 anordnades ett musikfyrverkeri till Mjölbys 100-årsjubileum. År 2017 deltog företaget vid lanseringen av delstaten Zacatecas varumärke.

### Tävlingar
Göteborgs fyrverkerifabrik vann SM i musikfyrverkeri 10 år i rad. I oktober 2021 hade företaget vunnit totalt 26 guldmedaljer från olika tävlingar, och tävlat i länder som Kanada, Kina, Tyskland, Sydkorea och Litauen. Företaget har vunnit förstapris i Internationaler Feuerwerkswettbewerb(de) i Hannover fem gånger, förstaplats på fyrverkerifestivalen i Knokke-Heist tre gånger, förstaplats på Aste Nagusia(en) i Bilbao 2011, andraplats – och förstapris för bästa soundtrack – på Montreal International Fireworks Competition(en) i Montréal 2010, förstaplats på Stockholms vattenfestival 1997, förstaplats på Pyronale(de) i Berlin 2007, och andraplats på Liuyang Musical Fireworks Contest i Kina 2018.